# Viseu (district)
District Viseu is een district in Portugal. Met een oppervlakte van 5.016 km² het 9e grootste district. Het inwonersaantal is 351.592 (2021). Hoofdstad is de gelijknamige stad Viseu.
Voor de regio-indeling hoort een deel van het district bij de regio Norte, een ander deel bij de regio Centro.
Het district is onderverdeeld in 24 gemeenten:
- in Norte
Armamar
Cinfães
Lamego
Moimenta da Beira
Penedono
Resende
São João da Pesqueira
Sernancelhe
Tabuaço
Tarouca
- in Centro
Carregal do Sal
Castro Daire
Mangualde
Mortágua
Nelas
Oliveira de Frades
Penalva do Castelo
Santa Comba Dão
São Pedro do Sul
Sátão
Tondela
Vila Nova de Paiva
Viseu
Vouzela

## Demografische ontwikkeling
Aveiro · Beja · Braga · Bragança · Castelo Branco · Coimbra · Évora · Faro · Guarda · Leiria · Lissabon · Portalegre · Porto · Santarém · Setúbal · Viana do Castelo · Vila Real · Viseu

Autonome regio's van Portugal: Azoren · Madeira